# Pinacothèque Stuard
La pinacothèque Stuard à Parme se trouve depuis 2002 dans l'aile dans l'abbaye bénédictine San Paolo. Elle porte le nom de son bienfaiteur et collectionneur Giuseppe Stuard (it), à qui elle doit le legs des premières œuvres.

## Données historiques
La Pinacothèque Stuard occupe la partie Est de l'ancien monastère bénédictin San Paolo (it), la partie la plus ancienne de l'abbaye. La construction du monastère a débuté au Xe siècle par la tour du Haut Moyen Âge construite sur les fondations d'une ancienne villa romaine de l'époque impériale avancée. Il est donné en 983 par l'évêque Sigefredo II aux moines bénédictins et transformé en sanctuaire. L'église d'art romain est dédié à l'apôtre Paul et les autres bâtiments abritent les activités au service du monastère.
Vers le XVe siècle, les appartements de l'abbaye (en), par la suite décorés des fresques de Alessandro Araldi et du Corrège, la salle capitulaire et le chœur des religieuses sont transférés dans les nouveaux bâtiments à l'ouest de l'édifice, ainsi la partie la plus ancienne conserve les activités les plus humbles (les entrepôts, les cuisines, la blanchisserie, les parloirs). À la fin du XVIe siècle, le monastère est soumis à un régime plus rigoureux de réclusion, il est décidé d'agencer la vieille cour irrégulière en la rectifiant et en la dotant d'un cloître à deux étages.
Après la sécularisation des biens religieux pendant la période napoléonienne, l'ancienne aile du complexe devient une école, jusqu'à ce que la ville de Parme décide d'en faire le siège des musées civiques.

## Collections
En 2002, l'édifice devient le siège de la Pinacothèque Stuard, qui se trouvait précédemment dans la palais San Tiburzio dans la rue Giordano Cavestro près de IRAIA (Istituti Riuniti Assistenza Invalidi ed Anziani) de Parme, à qui appartient une grande partie des œuvres exposées dans le musée. Les IRAIA proviennent de la Congrégation de la charité de san Filippo Neri, fondée en 1499 par le frère franciscain Francesco Meda et dotée de statuts propres par le père jésuite Pietro Favre en 1640. Elle était composée de membres du clergé et de laïcs qui se consacraient à fournir une aide matérielle et spirituelle aux nécessiteux sous la protection de la Maison Farnèse.
Sans héritiers directs, après sa mort, le riche propriétaire terrien Giuseppe Stuard (1790-1843), bienfaiteur et membre de la congrégation, lui laisse sa riche collection d'art composée de plus de 200 pièces. Aux quelques tableaux hérités de son grand-père Pietro, Giuseppe Suard ajoute des tablettes sur fond d'or recueillies par le marquis Alfonso Tacoli Canacci dans les églises de la campagne entre Sienne et Florence et vendues au duc Ferdinand Ier de Parme en 1786 puis dispersées par le gouverneur français Médéric Louis Élie Moreau de Saint-Méry dans la campagne de Parme. Giuseppe les acquiert auprès des églises locales : on trouve, les esquisses pour la Charité de sainte Élisabeth par Bartolomeo Schedoni et le Martyre de saint Octave de Giovanni Lanfranco ainsi que de nombreuses autres œuvres d'artistes d'Émilie (Lavinia Fontana, Girolamo Mazzola Bedoli, Benedetto Gennari, Sisto Badalocchio) et les Flamands (Maarten de Vos, Jan Soens, Antonio Moro, Frans Pourbus) de la seconde moitié du XVIe siècle.
En 1850, toutes les collections de Stuard sont transférées de son domicile de la rue Santa Croce dans le palais San Tiburzio siège de la Congrégation de la Charité qui comprend, entre autres, quelques portraits (Luigi Berri de Giuseppe Baldrighi, Étienne Bonnot de Condillac de Saverio Bettinelli), les scènes de bataille de Francesco Monti (dit « Brescianino ») et quelques croquis des Vénétiens Sebastiano Ricci et Francesco Fontebasso. Les travaux d'aménagement de l'exposition sont confiés à l'architecte Luigi Bettoli.
Au cours des années suivantes, grâce à de nouveaux dons, la collection s'enrichit d'autres œuvres prestigieuses, dont deux natures mortes du Grechetto, un paysage de Bernardo Bellotto et d'intéressantes œuvres d'artistes de Parme des XIXe et XXe siècles (Guido Carmignani, Cecrope Barilli, Alberto Pasini, Daniele de Strobel, Paolo Baratta, Amedeo Bocchi - Fior di Loto).

## Sources
- (it) Cet article est partiellement ou en totalité issu de l’article de Wikipédia en italien intitulé « Pinacoteca Stuard » (voir la liste des auteurs).